# 二村忠臣
二村 忠臣（ふたむら ただおみ、1898年 - 1966年）は、日本の陸上競技（投擲）選手。専門は投擲競技。

## 経歴
大分県出身。
1919年（大正8年）の日本陸上競技選手権大会において、円盤投で27m76の記録で優勝。
1920年（大正9年）11月の日本陸上競技選手権大会においては、男子やり投で48m45、砲丸投で11m21の日本記録を出して優勝、また円盤投で29m84の記録を出して2連覇を遂げた。
1921年（大正10年）の第5回極東選手権競技大会（上海）、1923年（大正12年）の第6回極東選手権競技大会（大阪）に、投擲競技の日本代表選手として出場した。第5回大会では五種競技の代表にも選ばれており、2位入賞を果たした。第6回大会では砲丸投に45フィートの記録で優勝した。
1923年（大正12年）に、東京高等師範学校（東京高師）体育科を卒業した。
1924年（大正13年）のパリオリンピックには、日本代表団に見学員として同行（所属は東京高師）。
1925年（大正14年）、大日本体育協会（体協）が組織改革を行い、野口源三郎らが主事を更迭された際、これに代わって薬師寺尊正（YMCA）とともに主事に就任した。
1933年（昭和8年）時点では、「国民健康保持増進」を目的とする財団法人「奨健会」に所属し、「一般国民の合理的身体鍛錬の普及」に努める。

## 主な著書
- 『スローイング』目黒書店（日本体育叢書 第4篇）、1922年
- 『名選手之面影』一成社、1925年
- 『オリンピツク陸上競技投擲技の研究』更新出版社、1925年
- 『歩行と体育 : 健康増進競歩研究』更新出版社、1925年
- 『アルス運動叢書 第5 投擲』アルス、1928年